# Bubsy
Bubsy é uma série de jogos criada por Michael Berlyn e lançada pela Accolade para o SNES, Mega Drive, Game Boy, Atari Jaguar, PlayStation, PC e Nintendo Switch desde o início da década de 1990.
No total, seis jogos da série foram lançados: Bubsy in: Claws Encounters of the Furred Kind, Bubsy 2, Bubsy in: Fractured Furry Tales , Bubsy 3D: Furbitten Planet, Bubsy: The Woolies Strikes Back e Bubsy: Paws on Fire!. Além disso, Bubsy teve em 1993 um episódio piloto intitulado de "What Could Possibly Go Wrong?" ("O que poderia dar de errado?"), uma das suas frases mais conhecidas, todavia, o desenho acabou sendo somente um piloto, não conseguindo se tonar uma série completa.
Embora o jogo seja de plataforma, semelhante a Super Mario Bros. e Sonic the Hedgehog, o mesmo nunca chegou perto do nível de popularidade dos dois, apesar de que o impulso inicial tenha feito com que a de popularidade de Bubsy fosse comparada com à de Sonic the Hedgehog. No entanto, embora o primeiro Bubsy tenho sido um relativo sucesso e tenha recebido diversas críticas positivas quanto à sua versão SNES, as criticas quanto ao jogo foram diminuindo com o tempo graças à péssima jogabilidade do jogo e à alta irritabilidade da voz de Bubsy.
Em seu primeiro jogo, Bubsy foi dublado por Brian Silva. Em seu desenho animado, Bubsy II, e em Fractured Furry Tales, ele foi dublado por Rob Paulsen. Já em Bubsy 3D, ele foi dublado por Lani Minella.

## Jogos

### Bubsy in: Claws Encounters of the Furred Kind
O primeiro jogo da série foi lançado em maio de 1992 pela Accolade para o SNES e mais tarde para o Mega Drive. A história do jogo é focada em uma raça alienígena chamada "Woolies" que rouba pedaços de tecido e que roubaram a maior bola de fios do mundo.

### Bubsy 2
Bubsy 2, também conhecido como Bubsy II, foi lançado no dia 3 de abril de 1994 e possui cinco mundos com diferentes temas (um mundo de tema musical, tema medieval, tema egípcio, tema espacial e um tema aéreo onde Bubsy voa em um avião da Segunda Guerra Mundial). Também possui três níveis de dificuldade: fácil, médio e difícil.
No jogo um parque histórico temático é construído, o Amazatorium. Apesar de ser impressionante, a tecnologia sinistra empregada no parque começa a roubar a história e a coloca como exibição. Bubsy leva sua sobrinha e sobrinho (que se chamam Terry e Terri) para o parque mas os acaba perdendo e assim deve enfrentar os planos do vilão e dono do parque Oinker P. Hamm, cujo objetivo é extorquir dinheiro dos visitantes do parque para que eles assim possam ver as suas próprias histórias que foram roubadas.
Bubsy II é o único jogo da série lançado para o Game Boy.

### Bubsy in: Fractured Furry Tales
Bubsy in: Fractured Furry Tales foi lançado no dia 14 de dezembro de 1994 para o Atari Jaguar.
Nesse jogo, Bubsy se encontra em diversos contos de fadas famosos. Sua missão é ajudar as crianças do mundo derrotando o Chapeleiro Maluco do Alice no País das Maravilhas, o Gigante do João e o Pé de Feijão, o Gênio do Ali Baba e os 40 Ladrões, o monstro marinho do Vinte Mil Léguas Submarinas e João e Maria. Depois de derrotar todos esses oponentes, a Mamãe Ganso é libertada fazendo as coisas voltaram ao normal nos contos de fadas.

### Bubsy 3D: Furbitten Planet
Bubsy 3D é o quarto jogo da série e o primeiro a ser lançado com gráficos 3D. Foi lançado em 1996 para o PlayStation. É uma sequencia do primeiro jogo da série em termos de história, que se passa no planeta natal dos "Woolies", Rayon. Bubsy 3D tem 16 níveis e dois níveis com chefes e o objetivo principal do jogo é derrotar as duas rainhas do planeta Rayon, Poly e Esther. Os gráficos do jogo são bem simples, até para a época em que foi lançado. Bubsy fala durante o jogo baseado nas ações que o jogador faz. Accolade tinha planos de lançar o jogo para o Mega Drive.
Bubsy 3D foi mal recebido tanto pelos críticos quanto pelos fãs da série por causa de seus controles e ângulos de câmera confusos. Ele é citado na lista The 20 Worst Games of All Time (Lista dos 20 piores jogos de todos os tempos) da EGM e também na Top 10 best and worst games de 2006 do site Gametrailers, onde é descrito como "Um clone horrível de Super Mario 64."

### Bubsy: The Woolies Strikes Back
Em outubro de 2017, o quinto título da série, Bubsy: The Woolie Strikes Back, foi lançado para PlayStation 4 e PC. Sendo desenvolvido pela Black Forest Games, a qual tinha trabalhado anteriormente trabalhado na séries Giana Sisters, com Giana Sisters: Twisted Dreams. OA jogo não foi muito bem recebido pelo público e pela crítica, sendo criticado pela sua jogabilidade precária, grafícos defasados e diversos bugs e glitches.

### Bubsy: Paws on Fire!
Anunciado em outubro de 2018 para PlayStation 4, PC e Nintendo Switch, o sexto título da série, Bubsy Paws on Fire!, foi lançado para PlayStation 4 e PC em 4 de Abril de 2019 e em 29 de Agosto de 2019 para Nintendo Switch. Desenvolvido pela Choice Provisions, a qual tinha trabalhado anteriormente na série Bit.Trip e em Whoa, Dave!, o jogo recebeu críticas mistas por parte dos críticos e do público.

### Bubsy 4D
Durante a Gamescom de 2025, um sétimo jogo da franquia Bubsy foi anunciado, intitulado Bubsy 4D. O jogo será um jogo de plataforma 3D desenvolvido pelo estúdio independente Fabraz e publicado pela Atari para Nintendo Switch, Nintendo Switch 2, PlayStation 4, PlayStation 5, Xbox One, Xbox Series X/S e Windows. 

## Habilidades de Bubsy
Bubsy tem duas principais habilidades:
- Pular - Bubsy pode saltar várias vezes a própria altura. Pular também pode ser usado para evitar a perda de uma vida de grandes quedas, passando por cima delas e usando-o para destruir inimigos e objetos, que lhe permite saltar muito mais alto do que um salto normal.

- Planar - Bubsy pode planar no ar, o que reduz sua aceleração para baixo pela metade, o que lhe permite atravessar grandes espaços e pousar com segurança a partir de grandes pulos.

## Episódio piloto
Bubsy também teve um episódio piloto para um desenho animado em 1993, produzido pela Calico Creations. O episódio foi ao ar junto do episódio piloto de Battletoads, mas recebeu criticas e análises negativas, o que fez com que o show nunca ganhasse uma série de TV.